# People Are People
People Are People är en låt av den brittiska gruppen Depeche Mode från 1984. Det var deras tionde singel och den första från albumet Some Great Reward. 
Singeln blev en stor framgång. I Storbritannien nådde den 4:e plats på singellistan och den blev gruppens första framgång i USA med en 13:e plats på Billboard Hot 100. Den blev en topp 10-hit i flera europeiska länder och på den svenska singellistan nådde den en 15:e placering.
People Are People är även titeln på ett samlingsalbum med Depeche Mode, se People Are People (album).

## Utgåvor och låtförteckning
7": Mute / 7Bong5 (UK) & Sire / 7-29221 (US)
1. "People Are People" – 3:43
2. "In Your Memory" – 4:01

12": Mute / 12Bong5 (UK)
1. "People Are People (Different Mix)" – 7:11
2. "In Your Memory (Slik Mix)" – 8:12

12": Mute / L12Bong5 (UK)
1. "People Are People (On-USound Mix)" – 7:30 (Adrian Sherwood remix)
2. "People Are People" – 3:43
3. "In Your Memory" – 4:01

12": Sire / 0-20214 (US)
1. "People Are People (Different Mix)" – 7:11
2. "People Are People (On-USound Mix)" – 7:30
3. "In Your Memory" – 4:01

CD: Mute / CDBong5 (UK)
1. "People Are People" – 3:43
2. "In Your Memory" – 4:01
3. "People Are People (Different Mix)" – 7:11
4. "In Your Memory (Slik Mix)" – 8:12

- CD utgiven 1991.
- People are People är komponerad av Martin Gore, In your Memory är komponerad av Alan Wilder

## Komentarer
1. ↑  Denna maxisingel är även utgiven på grön marmorerad vinyl samt på röd vinyl.